# Supersister
Supersister is een Nederlandse popgroep uit Den Haag. De groep bestond oorspronkeijk uit Robert Jan Stips (keyboards, zang), Sacha van Geest (fluit), Marco Vrolijk (drums) en Ron van Eck (basgitaar). De groep was in deze samenstelling actief in de eerste helft van de jaren zeventig en speelde progressieve rock, gaande van jazz tot pop. In 2019 herrees de groep in  nieuwe maar wisselende samenstelling. In 2025 volgde nog een album met geheel nieuwe tracks: Nancy Never Knew.

## Geschiedenis
De band kwam voort uit de schoolband The Provocation op het Grotius Lyceum in Den Haag, en begon rond 1967 als Sweet OK Supersister met als ideeën-man en liedjesschrijver Rob Douw, die de groep een meer psychedelische richting opduwde, maar niet lang daarna de band verliet. Hij was tot aan zijn overlijden in februari 2022 beeldend kunstenaar. Terwijl Douw Nederlandstalige nummers over onderwerpen als blauwe dwergen had geschreven, ging de groep nu verder als een meer serieus muzikaal kwartet, dat onder de verkorte naam Supersister voornamelijk instrumentale of Engelstalige nummers bracht. De stijl van de band was avontuurlijke toetsen-gedreven progressieve rock die verwantschap had met de Canterbury-scene: er waren duidelijke invloeden merkbaar van de band Soft Machine waarvan Robert Jan Stips een groot bewonderaar was. Supersister had hier en daar een humoristische Zappiaanse twist aan de muziek toegevoegd.
Supersister debuteerde begin 1970 met de single "She Was Naked/Spiral Staircase", die geheel tegen eigen verwachting in werd opgepakt door piratenzender Radio Veronica en mede daardoor op het randje van de top-tien belandde (11). Hierdoor werd de groep snel serieus genomen en kon op het hoofdpodium van het Holland Pop Festival in Kralingen spelen. Doordat "She was naked" een hit was, mocht de groep ook - waar het eigenlijk om ging - een album opnemen: Supersister's eerste LP "Present from Nancy". Supersister scoorde verder op single-gebied hits als "A girl named you" en "Radio". Na de elpees "To the Highest Bidder" en "Pudding en Gisteren" verlieten Van Geest en Vrolijk de groep. De overblijvers maakten nog het meer jazzrock-achtige "Iskander", een conceptalbum over Alexander de Grote, met Charlie Mariano (blaasinstrumenten) en Herman van Boeyen (drums). Na deze plaat werd nog "Spiral Staircase" uitgebracht onder de naam Sweet Okay Supersister. Dit was een project van Sacha van Geest en Robert Jan Stips. De laatste ging verder als toetsenist bij Golden Earring en later the Nits.
Na een try-out op 16 augustus 2000 in Delft, maakte Supersister in september 2000 haar comeback, in de oorspronkelijke bezetting, op het Amerikaanse festival Progfest in Los Angeles en gaf daar tussen november 2000 en mei 2001 in Nederland een vervolg aan.
Op 29 juli van dat jaar overleed fluitist Sacha van Geest en daarmee kwam een definitief einde aan de band. In april 2006 verscheen een Supersister DVD met de vertrouwde naam "Sweet OK Supersister", die oude en nieuwere opnames bevat. Naast een concert in Paradiso in 2000 bevat de dubbel-DVD de documentaire "Live in Los Angeles", enkele oude videobeelden, veel fotomateriaal en enkele nog nooit uitgebrachte audiotracks.

In 2011 zou de band als trio nog eens optreden op Nearfest 2011. Dit concert moest echter geannuleerd worden vanwege het overlijden van bassist Ron van Eck op 20 juli van dat jaar.

## Na 2019
Op 24 januari 2019 heeft de NPO een aflevering van het tv-programma Het uur van de wolf uitgezonden, dat ging over Robert Jan Stips. Het portret was getiteld De tovenaar van de Nederpop. In dat programma werden onder meer gesprekken gevoerd met Marco Vrolijk (drummer van Supersister) Rinus Gerritsen en Cesar Zuiderwijk (bassist en drummer van de Golden Earring), Bart Chabot, Anton Corbijn, Henk Hofstede (Nits) en Freek de Jonge. 
Daarna maakte  Robert Jan van het Super Sister Project 2019 een album met zijn muzikale vrienden dat in april 2019 uitkwam onder de titel Retsis Repus. De band is uitgebreid met twee trombonisten en twee violisten. Medewerking is verleend door Marieke Brokamp, Thijs Kramer, beiden op viool; Peter Calicher (ex-Gruppo Sportivo), toetsen; Joke Geraets (ex-Nits), zang; Rinus Gerritsen (Golden Earring), basgitaar; Bart van Gorp, trombone; Junior Huigen, trombone; Freek de Jonge, parlando; Leon Klaasse (ex-Sweet d'Buster), drums; Rob Kloet (Nits), drums; Robert Jan Stips: toetsen, zang; Marco Vrolijk (ex-Supersister), drums; Bart Wijtman (o.a. mrs Hips), basgitaar; Rob Wijtman, drums; Cesar Zuiderwijk (Golden Earring), drums; Henk Hofstede (Nits), zang. 
In deze uitgebreide samenstelling vonden verscheidene optredens plaats, onder andere in het Paard te Den Haag, De Mezz te Breda en in Paradiso te Amsterdam.
Op 1 juli 2023 speelde Supersister Project in het Openluchttheater in Winterswijk, waar de band in 1973 (precies 50 jaar eerder) ook optrad, samen met Alquin en Hobo String Band. Nadien gaf de band dat jaar vijf optredens  op verschillende plaatsen, met als bezetting Robert Jan Stips, Rinus Gerritsen en Leon Klaasse.

## Biografie
In december 2020 verscheen de zeer uitgebreide biografie Supersister, Looking Back, Naked, geschreven door "superfan" Fred Baggen. Bijna 1000 pagina's lang wordt minutieus het wel en wee van de bandleden, de geschiedenis van de band, de optredens en het leven "on the road", platenopnames en alles wat er maar te vertellen valt over deze band beschreven en met vele unieke foto's getoond. Bij de eerste 450 exemplaren van dit boek werd een CD meegeleverd met daarop een aantal zeer oude, unieke opnames van de band. Daarnaast geeft dit boek ook een goede inkijk in de ontstaansgeschiedenis van met name de Haagse popscene in de vroege jaren zestig.

## Discografie

### Albums
| Album met eventuele hitnotering(en) in de Nederlandse Album Top 100 | Datum van verschijnen | Datum van binnenkomst | Hoogste positie | Aantal weken | Opmerkingen |
| ------------------------------------------------------------------- | --------------------- | --------------------- | --------------- | ------------ | --- |
| Present from Nancy                                                  | 1970                  |                       |                 |              | Polydor 2441 016 |
| To the Highest Bidder                                               | 1971                  |                       |                 |              | Polydor 2310 146 |
| Pudding en Gisteren                                                 | 1972                  |                       |                 |              | Polydor 2925 007 - titelstuk was voor balletvoorstelling met Nederlands Dans Theater                                             |
| Present from Nancy                                                  | 1972                  |                       |                 |              | USA |
| Superstarshine Vol. 3                                               | 1973                  |                       |                 |              | Polydor 2419 030 - compilatie met o.a. niet eerder uitgebrachte opnames, singles en live materiaal                               |
| Iskander                                                            | 1973                  |                       |                 |              | Polydor 2925 021 |
| Startrack Vol. 1                                                    | 1973                  |                       |                 |              | Polydor 2491 002 - compilatie |
| Spiral Staircase                                                    | 1974                  |                       |                 |              | als "Sweet Okay Supersister" |
| Memories Are New - M.A.N.                                           | 2000                  |                       |                 |              | SOSS MUSIC 552 327 2 - unieke (demo)opnamen (1967), met orkest (1972) en live (1973), uitgebracht ter gelegenheid van een reünie |
| Supersisterious                                                     | 2000                  |                       |                 |              | SOSS MUSIC 552 445 2 - live dubbel cd (Paradiso)                                                                                 |
| The Universal Masters Collection                                    | 2002                  |                       |                 |              | Polydor 589 682 2 - compilatie                                                                                                   |
| Retsis Repus                                                        | 2019                  |                       |                 |              | Supersister project 2019 |
| The Elton Dean Sessions                                             | 2021                  |                       |                 |              | live cd en LP (1974) |
| Nacy Never Knew                                                     | 2025                  |                       |                 |              | studio album |

### Singles
| Single met eventuele hitnotering(en) in de Nederlandse Top 40                           | Datum van verschijnen | Datum van binnenkomst | Hoogste positie | Aantal weken | Opmerkingen                                                           |
| --------------------------------------------------------------------------------------- | --------------------- | --------------------- | --------------- | ------------ | --------------------------------------------------------------------- |
| She Was Naked/Spiral Staircase                                                          | 1970                  | 30-5-1970             | 11              | 7            | Blossom 2103 002                                                      |
| Fancy Nancy/I'm Gonna Take Easy                                                         | 1970                  |                       |                 |              | Polydor 2050 048                                                      |
| A Girl Named You/Missing Link                                                           | 1971                  | 27-2-1971             | tip             |              | Polydor 2050 090                                                      |
| No Tree Will Grow (on Too High a Mountain)/The Groupies of the Band                     | 1972                  |                       |                 |              | Polydor 2050 141                                                      |
| Radio/Dead Dog                                                                          | 1972                  | 27-5-1972             | 21              | 5            | Polydor 2050 182                                                      |
| Europe on 5, 10 or 20 Dollars a Day, part 1/Europe on 5, 10 or 20 Dollars a Day, part 2 | 1973                  |                       |                 |              | Polydor 2050 232                                                      |
| Wow/Drs.D                                                                               | 1973                  |                       |                 |              | Polydor 2050 244                                                      |
| Bagoas/Memories are new                                                                 | 1973                  | 6-10-1973             | tip             |              | Polydor 2050 272                                                      |
| Coconut woman/Here comes the doctor                                                     | 1975                  | 9-8-1975              | 13              | 4            | Polydor 2050 369 - als "Sweet Okay Supersister featuring Los Alegres" |

### NPO Radio 2 Top 2000
| Nummers met noteringen in de NPO Radio 2 Top 2000 | '99 | '00 | '01 | '02  | '03  | '04  | '05  | '06  | '07  | '08 | '09  | '10  | '11  | '12  | '13  | '14  |
| ------------------------------------------------- | --- | --- | --- | ---- | ---- | ---- | ---- | ---- | ---- | --- | ---- | ---- | ---- | ---- | ---- | ---- |
| Radio                                             | -   | 930 | -   | 1396 | 1598 | 1870 | 1874 | -    | -    | -   | -    | -    | -    | -    | -    | -    |
| She Was Naked                                     | 841 | 456 | -   | 560  | 589  | 848  | 838  | 1129 | 1262 | 936 | 1126 | 1247 | 1335 | 1551 | 1749 | 1919 |

1. ↑  Een '-' betekent dat het nummer niet was genoteerd en een vetgedrukt getal geeft de hoogste notering van een nummer aan.
2. ↑  Deze tabel is bijgewerkt tot en met de meest recente editie (2024).